# Bjørnstjerne Bjørnson

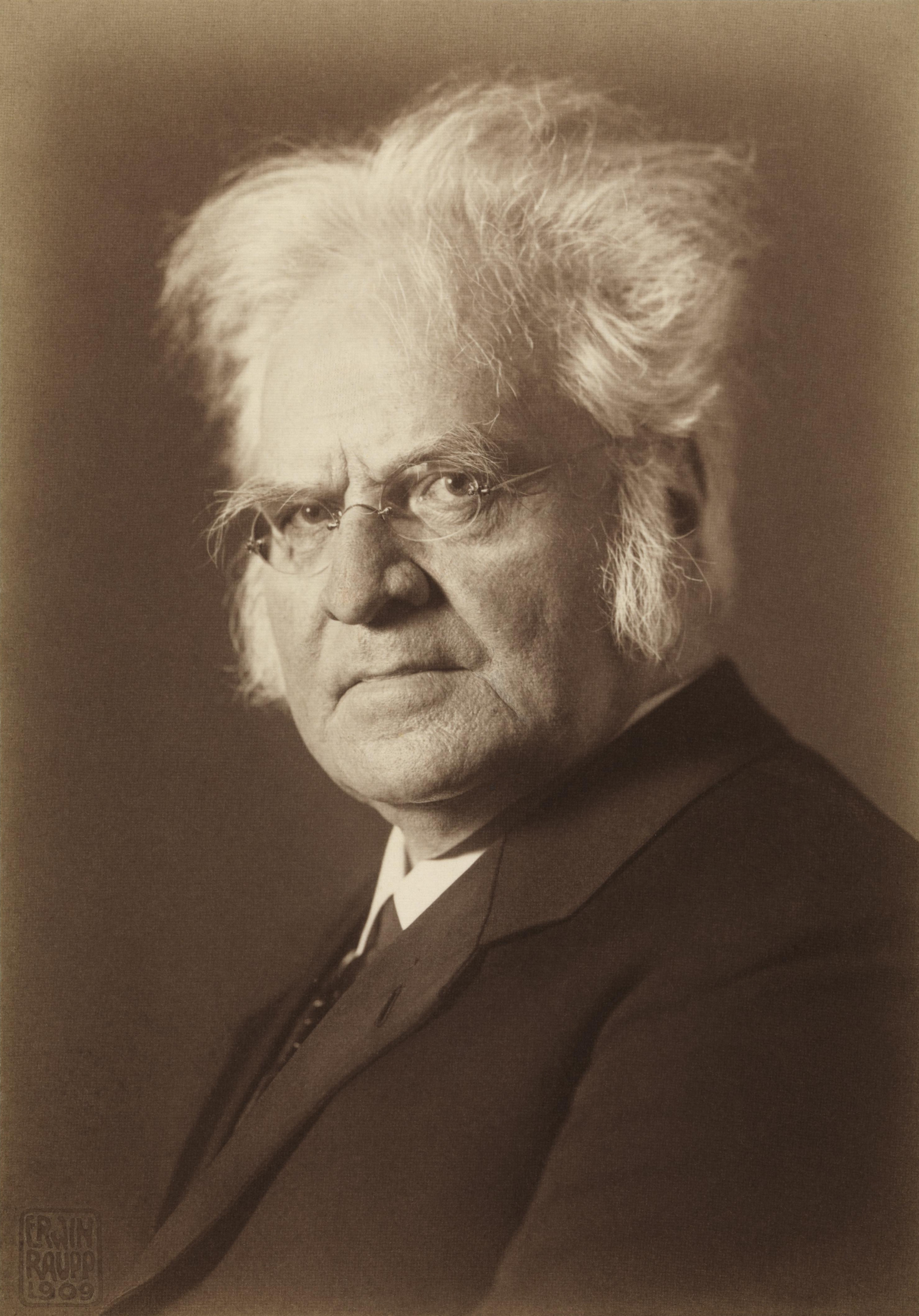
Bjørnstjerne Bjørnson (Fotografie aus dem Jahr 1909)

Bjørnstjerne Martinius Bjørnson (* 8. Dezember 1832 in Kvikne (Fylke Hedmark); † 26. April 1910 in Paris) war ein norwegischer Dichter, Literaturnobelpreisträger und Politiker. Bjørnson verfasste unter anderem die norwegische Nationalhymne Ja, vi elsker dette landet und war der Begründer des Riksmålsforbundet.

## Leben

### Der Dichter
Bjørnson wurde auf dem Hof Bjørgan nahe Kvikne geboren, einem abgelegenen Dorf in der Landschaft Østerdalen, wo sein Vater Peder Bjørnson als Pfarrer tätig war. 1837 wurde der Vater in die Pfarrei Nesset versetzt, unweit von Molde in der Provinz Møre og Romsdal.
Bjørnson besuchte die Schule in Molde und von 1850 bis 1852 ein privates Gymnasium in Christiania (heute Oslo). Nachdem er sein Studium abgebrochen hatte, arbeitete er einige Zeit als Journalist. In dieser Zeit lernte er auch Henrik Ibsen kennen.

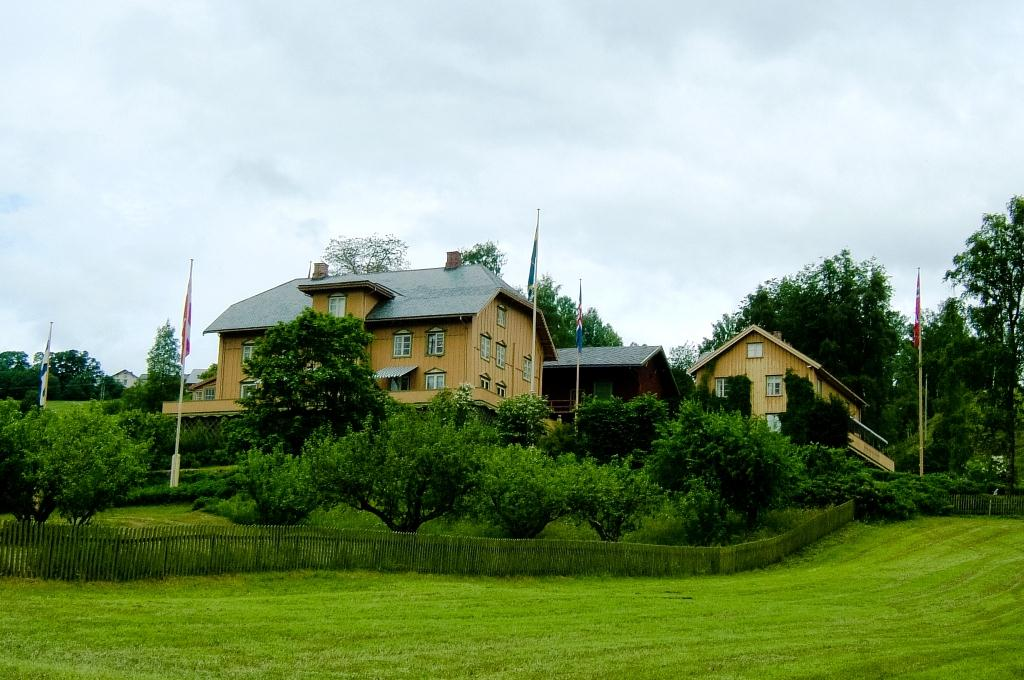
Haupthaus in Aulestad

Zwischen 1857 und 1859 wirkte er als Leiter des Theaters in Bergen. 1859 trat er in die Redaktion von Aftenbladet ein. Aber wegen des Widerstandes in der öffentlichen Meinung musste er die Redaktion wieder verlassen. Ein Jahr später bereiste er für drei Jahre Deutschland und Italien. 
Nach seiner Rückkehr 1865 bekam er eine Anstellung als künstlerischer Leiter am Christiania Theater. Nach Streit mit der Theaterdirektion trat er zum Ende der Spielzeit 1867 zurück und konzentrierte sich nun voll darauf, das Norsk Folkeblad zu einem Organ für den Kampf gegen die Unionspolitik zu machen. Mitstreiter in diesem publizistischen Kampf gegen eine engere Bindung des Königreichs Norwegen an die Schwedische Krone und für nationale Eigenständigkeit in kulturellen und politischen Belangen war der Regeringsadvokat (Kammerprokurator) Bernhard Dunker.
In diesen Jahren um 1870 hielt er sich oft in der Sagatun Folkehøyskole (Volkshochschule Sagatun) auf, mit deren Gründer Herman Anker er befreundet war, und für dessen Tochter Ella Anker er als Taufpate wirkte.
Seit ihrer ersten Begegnung im Jahre 1869 war Bjørnstjerne Bjørnson mit Dikka Møller und ihrem Ehemann Edvard auf Thorsø herregård (Fredrikstad) eng befreundet. „Die Freundschaft setzte sich fort, nachdem Dikka Witwe geworden war, und Bjørnson war oft zu Gast in Under Lien, oft für längere Zeit am Stück.“
Danach lebte er bis 1875 wieder in Deutschland und Italien. Vor seiner Abreise erwarb er 1874 das Anwesen Aulestad. Dieser Landsitz entwickelte sich mit der Zeit zu einem geistigen Zentrum Norwegens.
Von 1880 bis 1881 bereiste Bjørnson die Vereinigten Staaten. Nach seiner Rückkehr 1882 lebte er bis 1887 in Paris. Auch als er sich auf sein Gut zurückzog, blieb er das geistige Zentrum Norwegens. Beeinflusst durch die französischen Realisten, aber auch durch Georg Brandes, fand Bjørnson seine Form des Realismus (Ein Bankrott; Ein Handschuh) und wurde zum Erneuerer der norwegischen Literatur.
1903 erhielt Bjørnson als erster Skandinavier den Nobelpreis für Literatur „als ein Beweis der Anerkennung für seine edle, großartige und vielseitige Wirksamkeit als Dichter, die immer durch einmalige Frische der Eingebung und durch eine seltene Seelenreinheit ausgezeichnet war“.
„Seine echt germanische Frauenverehrung“ sei ein Kennzeichen seiner Werke, schrieb Heinrich Hart. „Der Glaube an die Frau, an ihren belebenden und erhöhenden Einfluß auf den Mann gibt den meisten seiner Werke das wesentliche Gepräge. In diesem Glauben wurzelt Bjørnsons Optimismus. Da, wo Ibsen nur Ankläger ist, ist Bjørnson stets ein gläubig Schaffender, ein Mahner und Erwecker.“

### Der Politiker

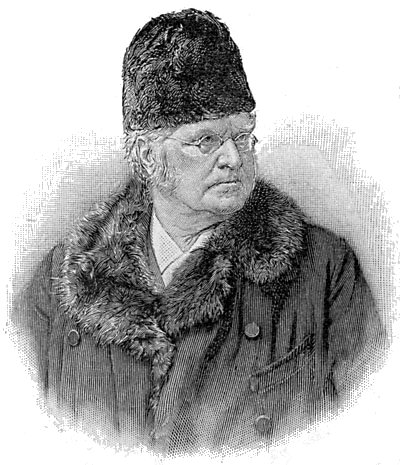
Bjørnstjerne Bjørnson

Bjørnson war politisch stets sehr engagiert und warb überall in Norwegen in Reden für seine Ansichten. Seine ideale Staatsform war die Republik. „Ich für meinen Teil glaube nicht an ein Skandinavien, bevor wir eine Republik haben“, schrieb er 1864 an Hilmar Finsen.
Er setzte sich für internationale Schiedsgerichte zur Schlichtung zwischenstaatlicher Konflikte ein, war Mitglied des für den Friedensnobelpreis zuständigen Komitees, verteidigte Alfred Dreyfus in der Dreyfus-Affäre und nahm Stellung zum Nationalitätenkonflikt in der Habsburgermonarchie.
Er setzte sich für das allgemeine Wahlrecht in Norwegen ein, attackierte als Bibelkritiker die Staatskirche und diskutierte über voreheliche Sexualbeziehungen. Er kritisierte die Doppelmoral und setzte sich für eine strenge Sexualmoral für beide Geschlechter ein.
In Wort und Schrift setzte er sich für die Unabhängigkeit seines Landes ein. Auch vom Ausland aus warb er für die Volkshochschulbewegung und die Erneuerung des norwegischen Theaters. Unter all seinen patriotischen Gedichten und Liedern gehört die 1859 von ihm geschaffene norwegische Nationalhymne Ja, vi elsker dette landet (Ja, wir lieben dieses Land) als Erstes genannt. Bjørnson hielt das Dogma der Machtbalance für eine Lüge: „Nein, ein einziges Schwert, ein Beschluss und die Tat in einem, das ist die Lösung der Zeit.“ Er vertrat auch den Pangermanismus.
In Norwegen stießen seine innenpolitischen Ansichten auf wenig Gegenliebe. Ursache war zunächst sein Hochmut und seine Arroganz. Der norwegische Politiker Evald Rygh schrieb an seinen Bruder Karl: „Man muss einräumen, dass Bjærnson alles in seiner Macht stehende tut, um sich zu ruinieren. Seine ungebremste Arroganz und Selbstvergötterung nimmt ständig zu, und die verzweifelte Geschichte mit Folkebladet muß ihm sehr geschadet haben. Unglücklicherweise hat er sich mit einer kleinen Clique fanatischer Bewunderer umgeben (andere können es bei ihm sicher nicht aushalten), die ihn ständig mit Beweihräucherung füttern und ihn immer mehr in einen Wahn treiben.“ Diese Einschätzung ist in vielen Zeitzeugnissen zu finden. Der zeitgenössische Historiker Michael Birkeland schrieb in einem Brief: „Björnson fährt fort in politischer Raserei, die fast unerklärlich ist. … Sein Abgott ist die Macht in allen Varianten. Seine politische Einsicht ist so unendlich klein, dass er sogar in unseren Tagen ein Ausnahmefall ist. Alles soll mit Hilfe von Erhebung und Begeisterung gehen. Hier in der Stadt [Christiania] herrscht allgemeiner Unwille und Geringschätzung gegenüber seiner politischen Wirksamkeit.“ Auch seine republikanischen Ideen, die die Abschaffung der Monarchie bedeuteten, und sein Pangermanismus schadeten seinem politischen Ansehen.
Im Jahre 1906 hielt er die Festrede anlässlich der Überreichung des 1905 zuerkannten Friedensnobelpreises an Bertha von Suttner.
Am 26. April 1910 starb Bjørnstjerne Bjørnson im Alter von 77 Jahren in Paris.

## Bibliographie
Eine umfangreiche Werkliste mit kurzen Beschreibungen der einzelnen Titel ist online in The Literary Encyclopedia zu finden.

### Lyrik
- Digte og Sange, 1870

### Epos
- Arnljot Gelline, Epos 1870 (dt. Arnljot Gelline, 1904)

### Erzählungen
- Synnøve Solbakken, 1857

- deutsch: Synnøve Solbakken, 1859

- Arne, 1859

- Arne, 1860

- Et farlig frieri, 1860

- Gefährliches Liebeswerben

- En glad gut, 1860

- Ein frischer Bursche/Ein froher Bursch, 1870; Online. In: Projekt Gutenberg. Abgerufen am 20. Oktober 2022.

- Smaastykker, Sammlung 1860; Online. In: Hathitrust. Abgerufen am 20. Oktober 2022.

Enthält die Erzählungen: Min første Fortælling/Thrond – Et farlig frieri – Faderen – Ørneredet – En glad Gut – Mellem Slagene
- Fortællinger I-II, 1872

Band 2 enthält: En glad Gut – Fiskerjenten – Brude-Slaatten; eingeschränkte Vorschau in der Google-Buchsuche
- Støv, 1882

- Staub

- Nye Fortællinger, 1893

Enthält die Erzählungen: Absalons Haar – Et stygt Barndomsminde – Mors Hænder – Een Dag
- Neue Erzählungen, 1895

- To Fortællinger, 1901; eingeschränkte Vorschau in der Google-Buchsuche

Enthält die beiden Erzählungen Støv und Ivar Bye
- Mary, 1906

- Mary 1907; Online. In: Projekt Gutenberg. Abgerufen am 20. Oktober 2022.

### Novellen
- Brudeslaatten, 1872

- deutsch: Der Brautmarsch, 1881; Online. In: Projekt Gutenberg. Abgerufen am 20. Oktober 2022.

- Kaptejn Mansana, 1879

- Kapitän Mansana, 1888; Online. In: Projekt Gutenberg. Abgerufen am 20. Oktober 2022.

- Absalons Haar, 1894 (publiziert in „Nye Fortællinger“)

- Absaloms Haar; Online. In: Projekt Gutenberg. Abgerufen am 20. Oktober 2022.

### Romane
- Fiskerjenten, 1868

- deutsch: Das Fischermädchen, 1868

- Magnhild, 1877; Online. In: Hathitrust. Abgerufen am 20. Oktober 2022 (englische Fassung).
- Det flager i Byen og paa Havnen, 1884

- Thomas Rendalen, 1886
- Das Haus Kurt, 1904
- Flaggen über Stadt und Hafen, 1904; Online. In: Projekt Gutenberg. Abgerufen am 20. Oktober 2022.
- Es flaggen Stadt und Hafen, 1911

- Paa Guds Veje, 1889

- Auf Gottes Wegen, 1903; Online. In: Projekt Gutenberg. Abgerufen am 20. Oktober 2022.

### Theaterstücke
- Mellem Slagene, 1857 (dt. Zwischen den Schlachten, 1876)
- Halte-Hulda, 1858
- Kong Sverre, 1861
- Sigurd Slembe, Dramentrilogie 1862 (dt. Sigurd Slembe, 1903)
- Maria Stuart i Skottland, 1864 (dt. Maria Stuart in Schottland, 1866)
- De Nygifte, 1865
- Sigurd Jorsalfar, Schauspiel 1872 (dt. Sigurd Jorsalfar, 1901)
- Kong Eystejn, 1873
- En fallit, Schauspiel 1875 (dt. Ein Bankrott, 1875)
- Redaktøren, Schauspiel 1875 (dt. Der Redakteur, 1875)
- Kongen, Drama 1877 (dt. Der König, 1896)
- Leonarda, Schauspiel 1879 (dt. Leonarda, 1879)
- Det nye System, Schauspiel 1879 (dt. Das neue System, 1901)
- Over Ævne. Første Stykke, Schauspiel 1883 (dt. Über die Kraft, 1886)
- En Hanske, Schauspiel 1883 (dt. Ein Handschuh, 1888)
- Geografi og Kærlighed, Lustspiel 1885 (dt. Geographie und Liebe, 1893)
- Lyset, 1895
- Over Ævne. Andre Stykke, Schauspiel 1895 (dt. Über unsere Kraft, 1896)
- Paul Lange og Tora Parsberg, Schauspiel 1898 (dt. Paul Lange und Dora Parsberg, 1899)
- Laboremus, Drama 1901 (dt. Laboremus, 1901)
- På Storhove, Drama 1902 (dt. Auf Storhove, 1903)
- Daglannet, 1904
- Når den ny vin blomstrer, Lustspiel 1909 (dt. Wenn der junge Wein blüht, 1909)

### Sammelbände
- Udvaglte Fortællinger, 1904; eingeschränkte Vorschau in der Google-Buchsuche

Enthält: Magnhild – Et stygt Barndomsminde – Een Dag – Støv  – Ivar Bye – Kaptejn Mansana
- Gesammelte Werke in 5 Bänden, 1910

### Sekundärliteratur
- Per Amdam: Bjørnstjerne Bjørnson. Kunstneren og samfunnsmennesket 1832–1880. Gyldendal Norsk, Oslo 1993, ISBN 82-05-20598-1
- Franz Blei: Björnstjerne Björnson. In der Serie Zeitgenossen in der Beilage Der kleine Bund (Sonntagsbeilage der Zeitung Der Bund), Bern, 26. September 1937
- Walter Baumgartner: Triumph des Irrealismus. Rezeption skandinavischer Literatur im ästhetischen Kontext Deutschland 1860–1910. Wachholtz, Neumünster 1979. (= Skandinavistische Studien; 10) ISBN 3-529-03310-3
- Bjørnson in Deutschland. Ein Materialienband, hrsg. v. Aldo Keel. Lang, Frankfurt am Main u. a. 1985. (= Texte und Untersuchungen zur Germanistik und Skandinavistik; 14) ISBN 3-8204-8915-0
- Fredrik Engelstad: Kjaerlighetens irrganger. Sinn og samfunn i Bjørnsons og Ibsens diktning. Gyldensal, Oslo 1992, ISBN 82-05-20947-2
- Barbara Gentikow: Skandinavien als präkapitalistische Idylle. Rezeption gesellschaftskritischer Literatur in deutschen Zeitschriften 1870–1914. Wachholtz, Neumünster 1978. (=  Skandinavistische Studien; 9) ISBN 3-529-03309-X
- Wolfgang Pasche: Skandinavische Dramatik in Deutschland. Björnstjerne Björnson, Henrik Ibsen, August Strindberg auf der deutschen Bühne 1867–1932. Helbing u. Lichtenhahn, Basel u. a. 1979. (=  Beiträge zur nordischen Philologie; 9) ISBN 3-7190-0750-2
- Øystein Sørensen: Bjørnstjerne Bjørnson. Oslo, Cappelen, 1997, ISBN 82-02-16240-8

## Bjørnson-Preis
2003 stiftete der norwegische Schriftsteller Knut Ødegård den Bjørnson-Preis, den die Norwegische Akademie für Literatur und Meinungsfreiheit (Molde) verleiht.